# Chiesa di Santa Maria a Fibbiana
La Chiesa di Santa Maria a Fibbiana è un edificio religioso di Montelupo Fiorentino, situato nella piazza principale dell'omonima frazione.

## Storia
La chiesa è documentata per la prima volta nel 1192, in una bolla di papa Celestino II in cui vengono confermati i privilegi dei canonici empolesi elencando tutte le chiese nel piviere di Sant'Andrea. 
Menzione della chiesa se ne fa anche in una lettera papale datata 5 agosto 1255, a riguardo di una occupazione indebita da parte di prete della chiesa di Capraja.
Nel distretto della Parrocchia esistono gli appresso Oratori – S. Gaetano della Nobil Famiglia Mannelli – S. Francesco della nobil Famiglia Uguccioni.
Nel 1785 qui sarebbero state spostate le campane della soppressa chiesa di Santa Maria degli Ughi di Firenze, tra cui una fusa dal Caparra nel 1505. 
Nel dopoguerra, gravata da ingenti danni strutturali, venne ricostruita in stile moderno.